# Apotomé
Apotomé je hudební interval, jeden ze dvou půltónů používaných v pythagorejském ladění. Odvozuje se od řady sedmi čistých kvint zmenšených o čtyři oktávy; např. C-G-D-A-E-H-F#-C#, apotomé je potom podíl frekvencí tónu C# zmenšeného o čtyři oktávy a tónu C. Tento interval má velikost
{\displaystyle \left({\frac {3}{2}}\right)^{7}:\left({\frac {2}{1}}\right)^{4}={\frac {2187}{2048}}\approx 113{,}69\;\mathrm {centu} }